# Большие Пети
Большие Пети — деревня в Порховском районе Псковской области. Входит в состав сельского поселения «Славковская волость».
Расположена в южной части района, на левом берегу реки Петенка, в 3 км юго-восточнее от волостного центра, села Славковичи и в 35 км юго-западнее от районного центра, города Порхов. На противоположном (правом) берегу Петенки находится деревня Малые Пети.

## Население
Численность населения деревни на 2000 год составляла 61 житель.